# باش قشلاق (مقاطعة ديواندرة)
باش قشلاق (بالفارسية: باش قشلاق) هي قرية تقع في قسم كاني شيرين الريفي (مقاطعة ديواندرة) في إيران. يقدر عدد سكانها بـ 232 نسمة بحسب إحصاء 2016.